# Jean-François Migaud
Jean-François Migaud est un auteur charentais d'expression française et poitevine-saintongeaise, dans une de ses variantes poitevines du Nord-Charente, celle de la commune de Pleuville : le poitevin méridional de contact avec la langue d'oc.

## Biographie
Né en 1937 à Pleuville commune de la bordure d'oïl du Confolentais dans le pays pourtant dit Pays de Charente limousine. Professeur d'allemand à l'université de Poitiers, il a également enseigné le poitevin aux écoles normales de Poitiers et de La Rochelle.
Il écrit de nombreux textes dans son poitevin si caractéristique, dans Le Subiet, supplément « patoisant » de la revue Aguiaine de la SEFCO, dont une partie seront réunies dans un volume intitulé Fables à la manière de La Fontaine. Il participe à l'élaboration du Glossaire des parlers populaires de Poitou, Aunis, Saintonge et Angoumois de cette même association.
Dans la dernière partie de sa vie il se consacre en outre à la poésie d'expression française, publiant deux recueils dont l'un est récompensé par l'Académie française.
Le poitevin qu'il utilise est très proche des parlers marchois mi-poitevins mi-limousin de l'Ouest et du Nord de la Charente limousine, mais reste tout de même du poitevin, estampillé « poitevin méridional » en titre de des textes publiés dans le Subiet. On peut trouver un paradoxe entre le fait qu'il écrive en poitevin, sachant qu'il utilise son parler poitevin familial de la commune de Pleuville, et le fait que classée comme occitane limousine (marchoise) par Charles de Tourtoulon et Olivier Bringuier en 1876, et encore par Marcel Coq en 1973 et Jean-Louis Quériaud en 1974,. Il explique cela de la sorte : « Mon arrière-grand’mère disait : “ Bâre doû pan à quîs chîs ! ” – Donne du pain à ces chiens ! Je n’ai pas souvenance d’avoir entendu quelqu’un d’autre le dire à Pleuville où l’on s’en tient maintenant à : “Doune dau pain à quès chins !” ». C'est que la langue a changé, passant du marchois mi-poitevin mi-limousin au poitevin (« méridional »), dans une portion de la commune de Pleuville, au cours du XXe siècle.

## Œuvres

### Poèmes en français
- Le Semeur de minuit, Edicions dau Chamin de Sent Jaume, 2006.
- Couvrailles, Edicions dau Chamin de Sent Jaume, 2010.

### Textes en poitevin
- Le ser de la quasimodo, dans Le Subiet de novembre-décembre 1970 (réédité dans : Ecrivajhes : anthologie en poitevin-saintongeais. Éditions UPCP/Geste Paysanne, 1985 (ré orthographié dans l'orthographe dite « localisée » de l'UPCP), puis dans : Éric Nowak, Patois et chansons de nos grands-pères Charentais, CPE éditions, 2011.  (ISBN 978-2-84503-942-1) (en graphie d'auteur remaniée par Jean-François Migaud lui-même pour cette édition par rapport à celle du Subiet)
- Les grues passant, dans Le Subiet de mars-avril 1988 (réédité dans : Éric Nowak, Patois et chansons de nos grands-pères en Poitou, CPE éditions, 2012.  (ISBN 978-2-84503-992-6) (en graphie d'auteur remaniée par Jean-François Migaud lui-même pour cette édition par rapport à celle du Subiet)
- Mâravrille, dans le Subiet de mai-juin 1989 (réédité dans : Éric Nowak, Patois et chansons de nos grands-pères en Poitou, CPE éditions, 2012.  (ISBN 978-2-84503-992-6) (en graphie d'auteur remaniée par Jean-François Migaud lui-même pour cette édition par rapport à celle du Subiet)
- Fables à la manière de La Fontaine, numéro spécial du Subiet, SEFCO, janvier 1996.
- La chabre et les chebrès : un conte traditionnel inédit en poitevin marchoisé de Charente, dans : Almanach du Charentais 2015, CPE éditions, 2015.  (ISBN 978-2-36572-265-0)

### Autres publications
- Glossaire des parlers populaires de Poitou, Aunis, Saintonge, Angoumois, (avec Ulysse Dubois, Jacques Duguet, Jean-François Migaud, Michel Renaud), SEFCO, tome 1 : 1992, tome 2 : 1993, tome 3 : 1994, tome 4 : 1999.
- Parier pour la vie, préface no 1 de : Éric Nowak, Tiuvrailles (Semailles), poèmes bilingues poitevin/français, Éditions des régionalismes, 2014  (ISBN 978-2-8240-0246-0)

## Distinctions
- Médaille de bronze du prix Pascal-Forthuny, décerné par l'Académie française en 2006 pour son ouvrage Le Semeur de minuit.